# Trachypholis proximo
Trachypholis proximo es una especie de coleóptero de la familia Zopheridae.

## Distribución geográfica
Habita en Bután.